# ハインリヒ・フォン・クライスト
ハインリヒ・フォン・クライスト（Heinrich von Kleist、1777年10月18日 - 1811年11月21日）は、ドイツの劇作家、ジャーナリスト。直情奔放で極端に走る性格は当時の社会と馴染まなかったが、その作品は20世紀に入ってから評価が高まり、現代ではドイツを代表する劇作家の一人に数えられている。

## 生涯

### 家族
1777年10月18日（本人は10日と書いている）、フランクフルト・アン・デア・オーダーで代々続く軍人の家庭に生まれた。クライスト家の出自は、ポンメルンの古い貴族に由来している。17世紀以来クライスト家は44人の将軍を輩出する名門であり、祖父エーヴァルト・クライストは軍人でありながら同時に詩人でもあってレッシングと交友があった。また親戚に、フランツ・アレクサンダー・フォン・クライストがいる。
父ヨアヒム・フリートリヒ・フォン・クライストは、フランクフルト駐屯地の歩兵連隊司令部付き大尉だった。彼はカロリーネ・ルイーゼ（旧姓ヴルフェン）との最初の結婚でヴィルヘルミーネ（愛称ミネッテ）とウルリケをもうけたが、後年この2人の姉にクライストは特に親しんだ。1775年父ヨアヒムはユリアーネ・ウルリケ（旧姓パンヴィッツ）と再婚しフリーデリケ、アウグステ・カタリーナ、ハインリヒ、レオポルト・フリートリヒ、ユリアーネ（愛称ユルヒェン）をもうけた。

### 教育と軍隊時代
1788年に父ヨアヒムを亡くす。同年からベルリンの寄宿学校で教育を受けた。1792年7月からクライスト家の伝統に従ってポツダム近衛連隊に入営し、フランス革命に対する干渉戦争に従軍して少年兵としてライン地方で戦った。1795年になると軍隊生活に疑いを持つようになったが、しばらくは兵営に留まり1795年に士官候補生、1797年少尉に任官している。しかし個人的には終生の友リューレ・フォン・リリーエンスターンと共に数学と哲学を学び、いずれは大学へ進学するつもりだった。
1799年3月には我慢のならない軍隊生活を放棄し、家族から反対を受けた人生計画、つまり富でも地位でも名声でもなく精神の修養を積み学問的研究を送るという計画を周囲に明らかにした。

### 研究と最初の就職
1799年4月から生地であるフランクフルト・アン・デア・オーダーのヴィアドリーナ大学で数学と物理学、文化史学、ラテン語、そして家族を安心させるために官房学（官吏として働くために必要な知識をまとめた学問）を学んだ。特に興味を持ったのはクリスティアン・エルンスト・ヴュンシュ教授による物理学の講義で、教授による実験物理学の個人授業も受けている。この時代の多くの作家にとってそうであったのと同じように、自然科学は彼にとって啓蒙主義的に自己と社会・世界を知る客観的な手段であった。しかし希望を持って学び始めたクライストはすぐに書物によって得る知識に満足できなくなった。このため彼は飽き足りない思いにみまわれていたものの、このような態度は彼のいた環境では多くの理解を得ることはなかった。同じ1799年にヴィルヘルミーネ・フォン・ツェンゲと知り合い、翌1800年始めには彼女と婚約している。

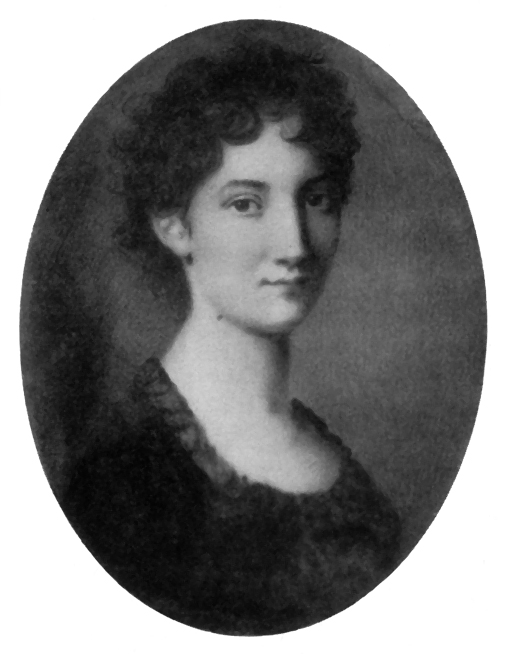
婚約者ヴィルヘルミーネ・フォン・ツェンゲ

1800年わずか3学期学んだだけで大学を離れ、ベルリンのプロイセン財務省で実習生として働き始めた。これは彼の「精神修養を積む」という人生計画には反しているが、この背景には婚約したヴィルヘルミーネの家族からの官僚になってほしいという期待があった。1800年夏には財務省のための(おそらくは産業スパイのようなものだと思われるが)、秘密任務を引き受けている。
この職業的、社会的、個人的な悩みを彼は次のように書いている。
「人生は難しいゲームです。…なぜなら人は絶え間なく常に新しいカードを引かねばならず、しかもどのカードが切り札なのかは分からないからです。」（1801年2月5日姉ウルリケ宛）
この悩みは、おそらくカントの『判断力批判』を読んだこと、いわゆる「カント危機」を背景に深まった。カントの啓蒙主義の楽天的見解に対する批判はクライストの単純明快な理性への信頼に基く人生計画を一夜にして打ち砕いた。
「我々には真理と呼ばれているものが本当に真理であるのかそれとも我々にそう思われるだけなのかを区別することはできません。…僕の唯一最高の目的は沈んでしまい、僕には最早なにもありません-」（1801年3月22日姉ヴィルヘルミーネ宛）
この危機から逃れるためにクライストは旅行を思い立った。

### パリとスイスのツーン湖時代
1801年春、姉ウルリケと共にドレスデンを通ってパリへと向かった。しかし旅の意図とは逆に、パリはフランス啓蒙主義の示したのとは逆の非理性的現実を呈しているように思われた。幻滅を通して再び理性の確実さと歴史の意志に対する疑いが深まったのである。クライストはルソーに刺激を受け、農民の生活を志向するようになる。
1802年4月スイスのツーン湖に浮かぶアーレ島に移住。婚約者ヴィルヘルミーネは、この行動に従って一緒に農民的生活を送ろうとは望まず、二人は破局。この頃、既にパリで悲劇『シュロッフェンシュタイン家』の元になる作品を『ゴノレス家』の題名で書き始めており、悲劇『ノルマンの公爵ロベール・ギスカール』もこのころ製作している。さらにその後、喜劇『こわれがめ』にも着手している。
1803年春、ドイツに赴き、ドレスデンでフリートリヒ・ド・ラ・モット・フーケとその友エルンスト・フォン・プフーエルと知り合った。プフーエルと共に再びパリに旅したが、そこで自らの才能に対する深い疑念にとらわれ、『ロベール・ギスカール』の原稿を焼き捨ててしまう。「天は僕にこの世で最も偉大な富、名声を拒みました」（1803年10月26日ウルリケ宛）このときフランス軍に加わって「戦死するために」イギリス遠征に参加しようとする。しかし知人に説得されて再びドイツに戻り、1803年12月ベルリンで外交にたずさわるポストを求めている。

### ケーニヒスベルク時代
1804年中ごろにシュタインの率いる財務省でしばらく働いた後、1805年5月1日からハルデンベルクの推薦を受けてケーニヒスベルクで非常勤職員になり、国家経済理論家のクリスティアン・ヤーコプ・クラウゼから財政について教えを受けた。ケーニヒスベルクでクライストは哲学教授ヴィルヘルム・トラウゴット・コッホと結婚した姉ヴィルヘルミーネに再会している。この頃、喜劇『こわれがめ』を完成させ『アンフィトーリュオン』の製作にかかり、また悲劇『ペンテジレーア』、『ミヒャエル・コールハース』、『チリの地震』（原題『イェローニモとヨゼーフェ』）などを執筆している。
1806年8月、友人のリリーエンスターンに国務から離れて劇作に専念する考えを打ち明けた。しかし官を辞してベルリンに向かう途上の1807年1月、彼と同行者はフランスの占領軍当局によってスパイ行為の容疑で捕らえられ、ブザンソン近郊のジュー砦に収監された。その後シャンパーニュの戦時捕虜収容所へ移されたが、ここで『O公爵夫人』『ペンテジレーア』を書き進めたと考えられている。

### ドレスデン時代

『フェーブス』創刊号
（1808年1月）

収容所から解放された後ベルリンを経由して1807年8月の終わりにドレスデンに着いた。ここで、シラーの友人クリスティアン・ゴットフリート・ケルナー、ルートヴィヒ・ティーク、カスパー・ダーフィト・フリードリヒ、歴史哲学者アーダム・ミュラー、フリートリヒ・クリストフ・ダールマンなど多くの人と知り合う。
1808年1月、アーダム・ミュラーと共に『フェーブス』を創刊。この創刊号に「悲劇の断片：ペンテジレーア」として『ペンテジレーア』の一部が発表されたのだが、この号を受け取ったゲーテは返信の中で作品に対する驚きを表明しながらも理解できなかったことを伝えている。
1808年12月、スペインにおける反ナポレオン蜂起やプロイセンの占領状態、オーストリアにおける解放闘争の開始などから影響を受けて『ヘルマンの戦い』を完成させた（発表は死後の1821年）。1809年5月には高揚する反ナポレオン機運に希望を抱き、ダールマンと共に、ナポレオンが敗れた数日後のアスパーンを通ってプラハに赴き、ここでオーストリア愛国主義団体と交流しながら『ゲルマニア』という名の週刊新聞発行を企画している。この新聞はドイツ解放運動の機関紙となるはずであったが、オーストリアの無条件降伏のせいでこの企画は実現しなかった。この新聞には彼のいわゆる政治的著作『この戦争はどうなるか』『ドイツ人のためのスペインを手本とした大人も子供も使える教理問答』『フランスジャーナリズムの教科書』、風刺詩にして頌歌『ゲルマニア女神がその子に向かって』などが発表されるはずであった。
1809年11月から一ヶ月彼はフランクフルト・アン・デア・オーダーに帰省したが、その後ベルリンに帰ってからは死に至るまでベルリンで過ごした。

### ベルリン時代
ベルリンでもクレメンス・ブレンターノ、ヨーゼフ・フォン・アイヒェンドルフ、ヴィルヘルム・グリム、カール・アウグスト・ファルンハーゲン・フォン・エンゼ、ラーヘル・ファルンハーゲンなどの多くの人と知り合った。これらの人々ともに「キリスト教的ドイツ晩餐会」のメンバーとなった。1810年4月短編集が発行され『ミヒャエル・コールハース』『O公爵夫人』『チリの地震』が収録された。また9月には『ハイルブロンのケートヒェン』が発表されたがベルリン劇場の監督イフラントはその上演を拒絶した。
『フェーブス』の休刊ののちクライストは新聞発行を企画し、1810年10月1日『ベルリン夕刊新聞』が創刊された。この新聞は地域のニュースを毎日配信したがその目的として掲げたのは全階級の国民に娯楽を供すること、および国民意識の涵養であった。寄稿者には「ドイツ晩餐会」のメンバーに加えて、エルンスト・モーリッツ・アルント、アーデルベルト・フォン・シャミッソー、フリードリヒ・カール・フォン・サヴィニー、フリードリヒ・アウグスト・シュテーゲマンなどがいた。クライスト自身も『ゾロアスターの祈り』『世界情勢の観察』『ある画家がその息子に宛てた手紙』『最新教育計画』などの記事を掲載している。とくに『マリオネット劇場について』は有名。また、一般の読者にとって特に興味深かったのは最新の警察による発表が掲載されることだった。
1811年春にはこの新聞も厳しくなった検閲のあおりを受けて廃刊となり、プロイセン当局への就職の見込みもふいになったクライストは生活のために書くことを余儀なくされた。1809年から書いていた戯曲『ホンブルクの公子フリードリヒ』を完成させたが、これは1814年までフリードリヒ・ヴィルヘルム3世によって上演を禁じられた。また、このころ『ロカルノの女乞食』『サントドミンゴの婚約』を含む第二の短編集を出版した。「ひどく傷つき、窓から鼻をつき出しているときなど僕の上に注ぐ日の光が痛いと言ってもほとんどいいくらいです」（1811年11月10日マリー・フォン・クライスト宛）
生活は苦しく、世間からも認められないクライストは自殺を決意し、癌を患った人妻ヘンリエッテ・フォーゲルと共に1811年11月21日ポツダム近郊のヴァン湖畔でピストル自殺した。

## 作品リスト

### 戯曲
- ノルマンの公爵ロベール・ギスカール（Robert Guiskard, Herzog der Normänne、1808年）
- シュロッフェンシュタイン家（Die Familie Schroffenstein、1803年）
- こわれがめ（Der zerbrochne Krug、1808年）
- アンフィトーリュオン（Amphitryon、1807年）
- ヘルマンの戦い（Die Hermannsschlacht、1821年）
- ペンテジレーア（Penthesilea、1806年）
- ハイルブロンのケートヒェン（Das Käthchen von Heilbronn、1808年）
- ホンブルクの公子フリードリヒ（Prinz Friedrich von Homburg、1821年）

### 小説
- チリの地震（Das Erdbeben in Chili、1807年）
- O公爵夫人（Die Marquise von O....、1808年）
- ミヒャエル・コールハース（Michael Kohlhaas、1808年）
- ロカルノの女乞食（Das Bettelweib von Locarno、1810年）
- 聖チェチーリエあるいは音楽の力（Die heilige Cäcilie oder die Gewalt der Musik、1810年）
- 聖ドミンゴ島の婚約（Die Verlobung in St. Domingo、1811年）
- 拾い子（Der Findling、1811年）
- 決闘（Der Zweikampf、1811年）

### エッセイ
- マリオネット演劇について（Über das Marionettentheater、1810年）
- 話しながらだんだんと考えを仕上げていくこと（Über die allmähliche Verfertigung der Gedanken beim Reden、1878年）

など

## 日本語文献

### 翻訳
- 『クライスト全集』 全3巻・別巻、佐藤恵三 訳、沖積舎
第1巻 1998年、第2巻 1994年、第3巻 1995年、新装版第2巻 2005年、別巻 2008年
- 『クライスト短篇集』 佐久間政一 訳、南山堂書店、1929年
- 『クライスト名作集』 中田美喜・岩淵達治・羽鳥重雄 訳、白水社、1972年
- 『公子ホンブルク』 大庭米治郎 訳、岩波書店、1922年
- 『ミヒャエル・コールハース』 岩崎真澄 訳註、郁文堂、1928年
- 『ハイルブロンの少女ケートヒェン』 手塚富雄 訳、岩波書店、1938年、復刊1992年
- 『ミヒャエル・コールハース 外五篇』 田中康一 訳、白水社、1941年
- 『ミヒャエル・コールハースの運命』 吉田次郎 訳、岩波文庫、1941年、復刊1990年
- 『壊れ甕』 手塚富雄 訳、岩波文庫、1941年、改版「こわれがめ」1977年
- 『ペンテジレーア』 吹田順助 訳、岩波文庫、1941年、復刊1991年ほか
- 『許嫁への手紙』 本野亨一 訳、世界文学社、1948年
- 『喜劇 アンフィトリオン』 手塚富雄 訳、要書房、1949年
- 『O侯爵夫人 他六篇』 相良守峯 訳、岩波文庫、1951年、復刊1986年ほか
- 『聖ドミンゴ島の婚約』 相良守峯 訳、郁文堂、1953年
- 『全訳 クライストの手紙』 中村啓 訳、東洋出版、1979年
- 『チリの地震　クライスト短篇集』 種村季弘訳、王国社 1990年、河出文庫 1996年 新版2011年
- 『こわれがめ 付・異曲』 山下純照訳、みすず書房<大人の本棚>、2013年
- 『こわれがめ　喜劇』 市川明訳、松本工房、2015年
- 『ペンテジレーア』 仲正昌樹訳、論創社、2020年
- 『ミヒャエル・コールハース　チリの地震　他一篇』 山口裕之訳、岩波文庫、2024年

### 研究書
- エルンスト・カッシーラー『理念と形姿 ゲーテ・シラー・ヘルダーリン・クライスト』 中村啓 訳、三修社、1978年
- マックス･コメレル『文学の精神と文字 ゲーテ・シラー・クライスト・ヘルダーリン』 新井靖一 訳、国文社、1988年
- 『クライスト研究』 浜中英田、筑摩書房、1970年
- 『クライスト その生涯と作品』 福迫佑治、三修社、1980年
- 『クライスト序説 現代文学の開拓者』 中村志朗、未來社、1997年
- 『クライスト 愛の構造』 高山秀三、松籟社、1998年
- 『クライスト、認識の擬似性に抗して その執筆手法』 眞鍋正紀、鳥影社、2012年
- 『ハインリッヒ・フォン・クライスト　「政治的なるもの」をめぐる文学』大宮勘一郎・橘宏亮ほか全7名、インスクリプト、2020年